# Huracà Camille
L'Huracà Camille va ser el tercer cicló tropical i el segon huracà, i més intens, de la temporada d'huracans a l'Atlàntic del 1969. Va ser el segon dels tres catastròfics huracans de categoria 5 que recalaren en els Estats Units durant el segle xx. Durant la nit del 17 d'agost Camille s'endinsa prop de la desembocadura del riu Mississipi. Camille era l'únic huracà que assolí vents sostinguts de fins a 305 km/h fins que fou igualat per l'huracà Allen l'any 1980.

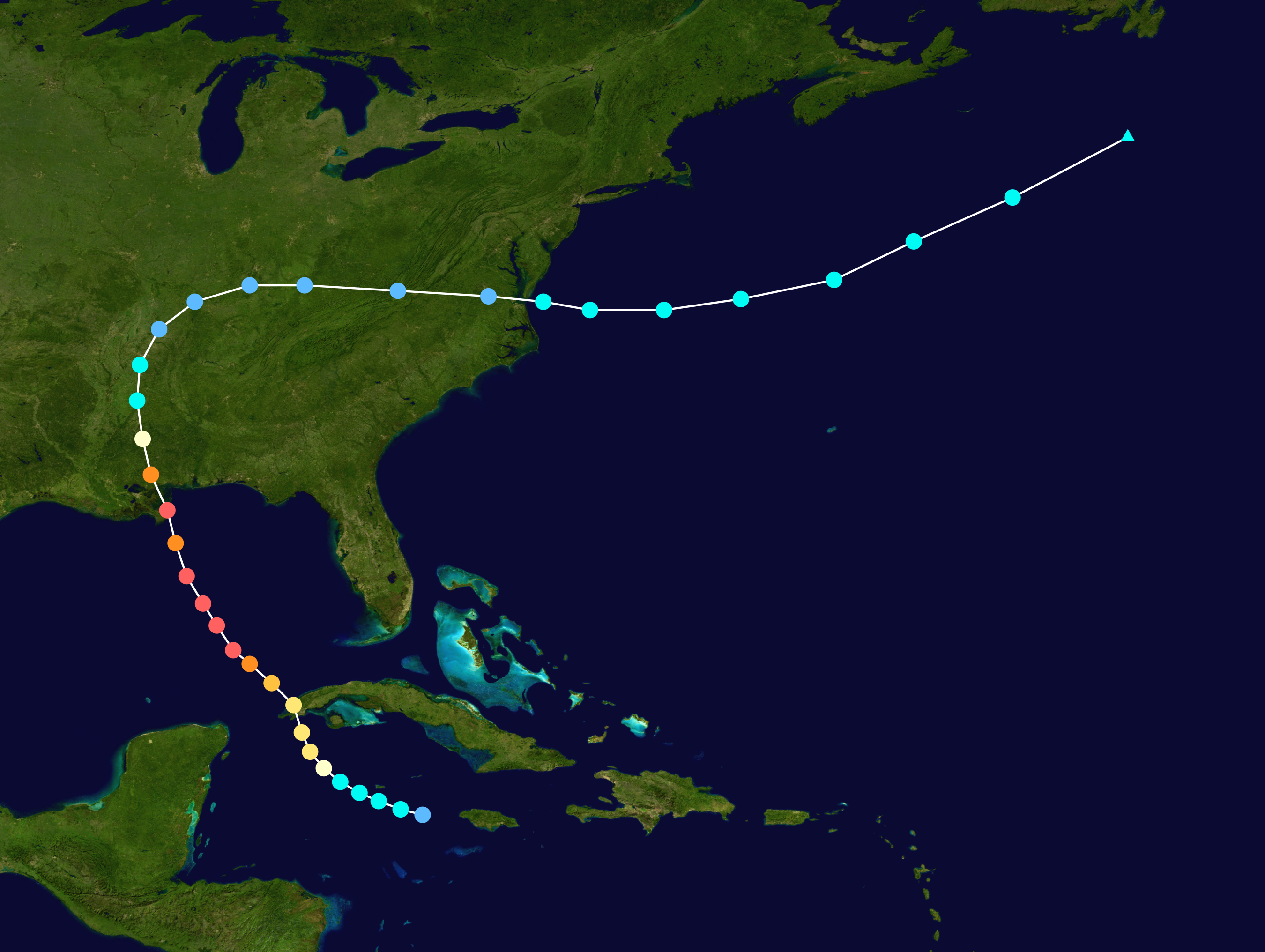
Trajectòria de la tempesta.